# كسير
الكَسِير (بالتركية: Kısır، كِسِر) هي سلطة برغل الموجودة في المطبخ التركي. المكونات الرئيسة هي البرغل المفروم والبقدونس ومعجمون الطماطم. أما المكونات الإضافية الشائعة فالبصل والثوم (في بعض المناطق) ودبس الرمان وزيت الزيتون وعصير الليمون والخيار والفستق والتوابل. يمكن تقديمه مع أوراق الخس. لها لون ضارب إلى الحمرة بسبب خليط معجون الطماطم. يُؤكل في درجة حرارة الغرفة طبقًا جانبيًا أو مقبلات.

## المراج
1. ↑  "kısır2". Nişanyan Sözlük (بالتركية). Archived from the original on 2023-04-12. Retrieved 2023-04-12.
2. ↑  Ghillie Basan؛ Jonathan Basan (1995). Classic Turkish Cookery. أي بي توريس Publishers. ص. 51. ISBN:978-1-86064-011-7. مؤرشف من الأصل في 2023-04-12. اطلع عليه بتاريخ 2008-04-24.
3. ↑  Jeanne Jacob؛ Michael Ashkenazi (2014). The World Cookbook. أي بي سي-كليو. ص. 726. ISBN:9781610694698. مؤرشف من الأصل في 2022-10-27. اطلع عليه بتاريخ 2018-06-23.
4. ↑  "Kisir recipe|BBC Good Food". BBC Good Food. مؤرشف من الأصل في 2023-03-13. اطلع عليه بتاريخ 2020-04-16.